# جون في. بيمر
جون في. بيمر هو سياسي أمريكي، ولد في 17 نوفمبر 1896 في مقاطعة واباش في الولايات المتحدة، وتوفي في 8 سبتمبر 1964 في أندرسون في الولايات المتحدة. نشط حزبياً في الحزب الجمهوري. وقد انتخب عضو مجلس النواب الأمريكي.